# Tretåig sengångare
Tretåig sengångare (Bradypus tridactylus) är en däggdjursart som beskrevs av Linnaeus 1758. Bradypus tridactylus ingår i släktet tretåiga sengångare och familjen Bradypodidae. Inga underarter finns listade.

## Utseende
Denna sengångare når en kroppslängd (huvud och bål) mellan 45 och 75 cm och en vikt mellan 2,2 och 5,5 kg. Svansen är bara en liten stubbe. I den långa gråaktiga pälsen finns vanligen gröna alger som ger djuret ett bra kamouflage. Vid skuldran och på några andra ställen kan det finnas svarta fläckar. Hanar kännetecknas dessutom av en gul eller orange fläck på ryggen. De främre extremiteterna har tre tår som är utrustade med kraftiga klor.

## Utbredning och habitat
Utbredningsområdet sträcker sig från centrala Venezuela över regionen Guyana till Brasilien norr om Amazonfloden. Tretåig sengångare vistas i tropiska regnskogar i låglandet och i medelhöga bergstrakter.

## Ekologi
Individerna träffas bara för parningen och lever annars ensam. Det finns regioner med tät population som den brasilianska kommunen Manaus där cirka 220 individer vistas på en kvadratkilometer och områden med gles populationen med 1,7 individer/km² som Franska Guyana. Sengångaren sover upp till 19 timmar per dag och rör sig mycket långsamt. Den kan däremot snabb slå med de kloförsedda händerna för att försvara sig mot kattdjur eller andra fiender. Även simförmågan är väl utvecklad.
Födan utgörs av blad, knoppar och kvistar.
Parningen sker så att ungdjuret föds under den torra perioden. Dräktigheten varar i fem till sex månader och per kull föds nästan alltid en unge. Ungdjuret dias cirka fyra månader och sedan börjar ungen med växtdelar som tuggats av modern. Könsmognaden infaller efter 3 till 6 år.

## Status och hot
Arten hotas i viss mån av skogsavverkningar men hittills är den inte hotade i beståndet. IUCN kategoriserar tretåig sengångare globalt som livskraftig (LC).